# Bohuslav Hykš
Bohuslav Hykš (Praga, 7 de maio de 1889 - ?) foi um tenista da Boémia.
Bohuslav Hykš Participou dos Jogos Olímpicos de 1908, 1912 e 1920.